# Walter López
Walter López (n. 15 octombrie 1985, Montevideo, Uruguay) este un fotbalist uruguayan care evoluează la echipa C.A. Peñarol pe postul de fundaș stânga. De asemenea este și component al echipei naționale de fotbal a Uruguayului.

## Carieră
A debutat pentru Universitatea Craiova în Liga I pe 27 februarie 2011 într-un meci pierdut împotriva echipei Steaua București.